# Natal em Julho
Christmas in July (br/pt: Natal em Julho) é um filme estadunidense de 1940, do gênero comédia, dirigido por Preston Sturges. Segundo trabalho na direção de Sturges (o primeiro foi em The Great McGinty, no mesmo ano) e primeiro de Dick Powell depois de oito anos na Warner Bros..
O filme consolidou a reputação de Sturges como criador global de grandes sucessos, já que acumulou as funções de autor da história, roteirista, editor e diretor.

## Sinopse
Jimmy MacDonald, caixa de uma cafeteria, adora participar de concursos e envia uma frase para um deles, patrocinado por uma empresa de cafés. Três de seus colegas resolvem se divertir com ele e lhe enviam um falso telegrama dizendo que ele é o feliz ganhador dos 25 000 dólares oferecidos paro o primeiro colocado. Até o proprietário da empresa, o Senhor Maxford, acredita na farsa, desapercebido de que sua banca julgadora ainda não acabou o serviço. Jimmy recebe o cheque e, depois de ser promovido na loja, põe-se a gastar tudo em presentes para os colegas, um sofá novo para a mãe e um anel de noivado para a namorada Betty Casey.
Quando a verdade vem à tona, Jimmy perde o emprego e está quebrado. Resta-lhe, porém, o amor de Betty e, além disso, é bom lembrar que o resultado final do concurso ainda não foi divulgado. Portanto, ainda existe a esperança de que tudo acabe bem.

## Elenco
| Ator/Atriz        | Personagem          |
| ----------------- | ------------------- |
| Dick Powell       | Jimmy MacDonald     |
| Ellen Drew        | Betty Casey         |
| Raymond Walburn   | Senhor Maxford      |
| Alexander Carr    | Senhor Schindel     |
| William Demarest  | Senhor Bildocker    |
| Ernest Truex      | Senhor J. B. Baxter |
| Franklin Pangborn | Locutor de rádio    |